# Альфонсовы таблицы
Альфонсовы таблицы или Альфонсинские таблицы (исп. Tablas Alfonsíes, лат. Tabulae Alphonsinae) — астрономические таблицы, созданные между 1252 и 1270 годами в Толедо под патронажем кастильского короля Альфонсо X. Целью их разработки было желание скорректировать неточности более ранних Толедских таблиц. Основной вклад внесли еврейские астрономы Исаак Бен Сид и Иегуда бен Моше.
Изначально были написаны на испанском и переведены на латынь. Незадолго до 1321 года работа над совершенствованием этих таблиц продолжилась в Париже. Результат этой многовековой работы поколений астрономов разных стран и народов был напечатан в 1485 году как editio princeps (первое издание) Альфонсинских таблиц. Они были самыми популярными астрономическими таблицами в Европе до конца XVI века, когда на смену им пришли «Прусские таблицы» Эразма Рейнгольда, основанные на трактате Николая Коперника «Об обращении небесных сфер».
Георг Пурбах использовал Альфонсовы таблицы для своей астрономической работы «Новая теория планет». В Альфонсовых таблицах зафиксирована длина тропического года равная 365 дней, 5 часов, 49 минут, 16 секунд (~365,24255 суток), которая была позднее использована для григорианской реформы календаря.